# (508338) 2015 SO20
2015 SO20, também escrito como 2015 SO20, é um objeto transnetuniano que está localizado no disco disperso, uma região do Sistema Solar. Ele possui uma magnitude absoluta de 6,5 e tem um diâmetro estimado com 221 km para 255 km. O astrônomo Mike Brown lista este corpo celeste em sua página na internet como um candidato a possível planeta anão.

## Descoberta
2015 SO20 foi descoberto no dia 20 de setembro de 2015 pelo Calar Alto TNO Survey.

## Órbita
A órbita de 2015 SO20 tem uma excentricidade de 0,795 e possui um semieixo maior de 162 UA. O seu periélio leva o mesmo a uma distância de 33,164 UA em relação ao Sol e seu afélio a 290 UA.